# Naturdenkmal Kohlenkalkaufschluss Seidfeld
Das Naturdenkmal Kohlenkalkaufschluss Seidfeld mit einer Größe von 0,35 ha liegt nordöstlich von Seidfeld im Stadtgebiet von Sundern (Sauerland). Das Gebiet wurde 1993 mit dem Landschaftsplan Sundern durch den Hochsauerlandkreis als Naturdenkmal (ND) ausgewiesen.